# Надземная прокладка трубопроводов
Надземная прокладка трубопроводов — прокладка трубопроводов над уровнем земли на отдельных опорах или эстакадах различных конструкций на расстоянии от грунта не менее 0,2 м.

## История
В 1941—1942 годах начали сооружать открытые трубопроводы после начала разработки месторождений природного газа в Верхнеижемском районе и надземная прокладка газопроводов диаметром до 530 мм нашла широкое применение на территории Коми АССР, где открытым способом было проложено около 800 км трубопроводов при том, что климатические, почвенные и гидрологические условия крайне затрудняли подземную прокладку.
Трубопроводы подвешивали к деревянным треугольным опорам на высоте 1 м от земли. В плане трубопроводы прокладывали в виде «змейки», что позволяло им свободно изменять длину в пределах, необходимых для компенсации продольных деформаций. В местах перелома угол принимали 23°. В местах пересечения дорог трубопровод изгибался для создания требуемых габаритов. Деревянные опоры применялись двух типов: подвижные качающиеся и неподвижные с оттяжками. Последние устанавливали посредине каждого прямолинейного участка. В качестве противокоррозийной изоляции применяли обмазку трубопровода цементным молоком.
В 1960-е годы в Коми АССР устанавливали более капитальные опоры — деревянные с бетонными башмаками и железобетонные.
Стоимость сооружения надземного трубопровода в условиях Коми АССР ниже стоимости подземной прокладки. По данным А. В. Булгакова, при диаметре 325 мм экономия по рабочей силе составляла порядка 200 000 рублей на 100 км трубопровода. Удлинение трубопровода за счёт изгибов составляло около 2 %, но при надземной прокладке в ряде мест трассу можно было спрятать.

## Применение
Надземная прокладка трубопровода в условиях Коми АССР показала ряд эксплуатационных преимуществ: увеличение надёжности, простота надзора, облегчение ремонта и удлинения срока службы. Эксплуатация подвесных газопроводов в условиях Севера доказала надёжность и целесообразность надземной прокладки трубопроводов там, где подземная прокладка встречает затруднения. Ведение работ при надземной прокладке возможно круглый год, а на болотах особенно целесообразно вести работы зимой.
Надземная прокладка трубопроводов производится на участках с любым рельефом, наиболее целесообразное применение на трассах, пересекающих территории с изрезанным рельефом, большим количеством рек, озёр, оврагов и т. п., на просадочных многолетнемёрзлых грунтах и в других сложных условиях.

## Строительные работы

### Общее описание
При пересечении участков трассы, сложенных пучинистыми или вечно-мёрзлыми просадочными грунтами, для уменьшения теплового воздействия на грунт трубопровод укладывают на теплоизолирующий слой. Метод сооружения надземных трубопроводов зависит от его конструктивных решений.
При строительстве незаглубленного трубопровода, если необходимо, сооружаются подсыпка, лежнёвая выстилка. Трубопровод сваривается в «нить» и укладывается на подготовленное основание. Направляющие и неподвижные упоры и опоры в зависимости от их конструкции монтируются до или после укладки трубопровода на основание. Изоляционные работы производятся до укладки трубопровода на основание. Основание чаще сооружается насыпным способом и реже гидронамывным.
При сооружении полузаглубленного трубопровода вначале отрывается траншея требуемой глубины. После этого трубопровод сваривается в «нить», изолируется и укладывается в траншею и, если необходимо, обваловывается.

### Земляные работы
Земляные работы при сооружении надземных трубопроводов на трассах производят, как правило, в незначительных объёмах по срезке или подсыпке грунта при переходе к другому виду прокладки, на подходах к рекам, для выравнивания поверхности, подготовки оснований под большие опоры и т. д.

### Монтажные работы
Трубопровод сваривают в единую нить и монтируют на ранее установленные опоры трубоукладочной колонной. Возможен монтаж трубопровода на опорах отдельными секциями длиной 12-36 м. Укладка надземных трубопроводов на опоры производится в соответствии c графиком «температура трубопровода — перемещения». Ha трубопроводах больших диаметров регулировка опорных частей производится по расчётной нагрузке c помощью динамометров. Монтаж гасителей колебаний в зависимости от их конструкции производится до или после нанесения антикоррозионной изоляции и монтажа теплоизоляции.

### Изоляционные работы
Изоляционные работы проводят, как правило, после монтажа трубопровода за исключением случая применения труб c заводской изоляцией.
Ha надземных трубопроводах, предназначенных для транспортировки продукта c заданной температурой, предусматривают защиту трубопровода теплоизоляционные покрытием, охлаждение или подогрев (в том числе попутный) транспортируемого продукта.
На переходах нет необходимости в устройстве теплоизоляции при транспортировке газа, нефтепродуктов и нефти, вязкость которых увеличивается с понижением температуры, поскольку протяжённость надземных участков обычно относительно невелика и температура транспортируемого продукта за время прохождения по открытому участку трубопровода изменяется мало. При большой протяжённости открытых участков нужно обязательно проверять влияние изменения температуры транспортируемого продукта не только на режим работы самого трубопровода, но и на работу компрессорных и насосных станций.

### Заключительные работы
Заключительными этапами сооружения трубопроводов являются:
- очистка внутренней полости;
- испытания на прочность;
- герметичность.

## Виды прокладки (переходы)

### Классификация
Надземная прокладка трубопроводов производится как система без компенсации, так и c компенсацией перемещений, возникающих при изменении температуры трубы и давления транспортируемого продукта. Прямолинейная прокладка без компенсации продольных перемещений предусматривает жёсткое закрепление трубопровода на каждой опоре. Трубопроводы без компенсации, как правило, имеют небольшие протяжённость, диаметр и температурный перепад.
При надземной прокладке трубопроводов применяют:
- балочные системы;
  - прямолинейная прокладка без компенсации продольных деформаций — простейшие однопролётные переходы; многопролётные системы на жёстких опорах; многопролётные системы по земляным опорам;
  - прокладка трубопроводов с самокомпенсацией продольных деформаций — однопролётные консольные переходы; многопролётные системы с Г, П, Z-образными трапецеидальными компенсаторами; системы с линзовыми и сальниковыми компенсаторами;
  - прокладка трубопроводов с изломами в виде «змейки» — с изгибом по кривой линии; в виде ломанной линии с криволинейными вставками;
- специальные эстакады;
- мосты.

Надземные трубопроводы прокладывают:
- незаглубленные — 0,2 Дн (расстояние от оси трубы до поверхности грунта);
- полузаглубленные — 0,6 Дн (расстояние от верха трубы до поверхности грунта).

Где Дн — наружный диаметр трубы.
Незаглубленные и полузаглубленные трубопроводы бывают:
- открытые (без обвалования);
- в насыпи;
- плавающие (на реках, озёрах, болотах).

### Балочные (структурные) системы
При пересечении трубопроводом естественных или искусственных преград, для надземных трубопроводов предусматриваются специальные сооружения переходов (проходов) и переездов для людей, автотранспорта и т. д. в виде балочных или ферменных (структурных) конструкций.
Балочные системы наиболее просты и дёшевы, расстояние между опорами газопроводов диаметром 530—1020 мм строятся до 40-65 м и даже более, поэтому большинство переходов через естественные препятствия могут быть перекрыты балочными конструкциями. Балочные конструкции являются самонесущими, лишь в отдельных случаях при перекрытии ими больших пролётов может потребоваться их усиление, которое производится за счёт наварки на трубы дополнительных элементов, установки шпренгелей и постановки наклонных вант.
В обычных условиях надземную прокладку трубопроводов производят без защитных кожухов, предохраняющих трубы от механических повреждений. Защитные кожухи применяются на пересечениях трубопроводом дорог, а также при расположении трубопроводов вблизи дорог, населённых пунктов или в других случаях, вызванных особыми местными условиями. При заключении трубопровода в кожух величину пролётов, перекрываемых балочными системами, не всегда удаётся увеличить, так как трубопровод под нагрузкой работает как балка с защемлёнными в грунте концами, а кожух чаще всего — как балка со свободными концами.
- Переход трубопроводов безбалочный через автодорогу для проезда автотранспорта
- Переход трубопроводов безбалочный через автодорогу
- Переход трубопроводов безбалочный через автодорогу
- Надземный переход через автодорогу дорогу балочного типа.
- Надземный переход через автодорогу дорогу балочного типа.

### Переходы висячих трубопроводов через водные и рельефные препятствия
Висячие трубопроводы надземных переходов трубопроводов, в которых трубы подвешиваются к несущим элементам — тросам (канатам), вантам, цепям и т. п., сооружаются при пересечении протяжённых преград (ущелье, водные объекты и другие) шириной более 50-60 м, однако, известны висячие трубопроводы c пролётами длиной 200—400 м и более. Так, например, построен крупнейший висячий мост через Амударью в 1964 году в Евразии с возможностью пропуска автомобильной нагрузки под две нитки газопровода через реку Амударью (длина основного пролёта 390 м), соединяющий Хорезмскую область Узбекистана и Лебапский велаят (бывшую Чарджоускую область) Туркмении.
Различают висячие трубопроводы:
- гибкие;
- вантовые;
- в виде провисающих нитей.

Гибкие висячие трубопроводы возводятся c помощью подвесок, которые крепятся к одному или нескольким несущим тросам, перекинутым через пилоны. Одноцепная система имеет малую жёсткость и при малых динамических воздействиях совершают значительные колебательные движения; более жёсткая система — двухцепная. B вантовых висячих трубопроводах в качестве крепления используются наклонные канатные оттяжки — ванты или канатные фермы. B таких схемах все конструктивные элементы испытывают только растяжение, образуя геометрически неизменяемую систему. Выполненные по этой схеме висячие трубопроводы имеют значительно большую вертикальную жёсткость, чем гибкие схемы. Висячие трубопроводы в виде провисающей нити сооружаются на пилонах либо без них. Эта система более экономична, но обладает меньшей жёсткостью. Сталь труб напряжена больше, чем в гибких или вантовых системах, от воздействия ветра возникают значительные колебания. Сооружаются также комбинированные системы, например одноцепные гибкие системы c дополнительными наклонными вантами.
Висячие трубопроводы бывают одно- и многопролётные c одинаковыми и разными пролётами. При разных пролётах усилия в несущих тросах (канатах, вантах) во всех пролётах примерно схожие, это достигается путём правильного соотношения между высотой пилонов и стрелой провисания канатов: при малых пролётах отношение стрелы провисания к длине пролёта меньше; оно обычно в пределах 1/6…1/14. Усилия в несущих канатах воспринимают анкерные опоры. При малых пролётах горизонтальные усилия в тросах могут восприниматься самим трубопроводом.
Пилоны висячих трубопроводов выполняются:
- жёсткие;
- заделанные в опоры (обычно c подвижными опорными частями для крепления канатов);
- гибкие, жёстко связанные c опорами (c неподвижным креплением канатов к вершинам опор);
- качающиеся, шарнирно соединённые c опорами, c неподвижным креплением канатов к вершинам опор.

Пилоны сооружаются из стальных профилей сплошного сечения или из железобетонных плоских (пространственных) решётчатых ферм. Oпоры для пилонов и для крепления несущих и ветровых канатов обычно железобетонные. Для обслуживания трубопровода во время эксплуатации и ремонта обычно a переходах висячих трубопроводов предусматриваются смотровые мостики. Без них ремонтные работы или осмотр при техническом обслуживании производятся c помощью смотровой тележки, перемещающейся по монорельсу.
B висячих трубопроводах c относительно небольшими пролётами оттяжки и канаты для обеспечения горизонтальной жёсткости обычно не используются. При пролётах 80 м и более для увеличения поперечной жёсткости пролётных строений устраивают горизонтальные фермы, с использованием элементов эксплуатационного мостика. Парные несущие канаты на пилонах разносят на расстояние в несколько метров, к ним крепится трубопровод c помощью наклонных подвесок или специальных ветровых канатов. Ветровые оттяжки и тросы разносятся по обе стороны висячих трубопроводов и крепятся к специальным анкерным опорам или к тем же опорам, что и несущие канаты, при помощи специальных консолей на пилонах. Отношение стрелы провисания ветровых канатов к длине пролёта составляет 1/12…1/24. Для регулировки длин несущих и ветровых канатов в местах крепления к опорам используются специальные устройства — талрепы, винтовые приспособления и т. д.; длины растяжек и подвесок регулируется талрепами.

### Переходы плавающих трубопроводов через водоёмы
При сооружении плавающих трубопроводов на сильно обводнённых болотах сначала сооружается траншея или канал (экскаватором или взрывным способом). Трубы свариваются в секции, которые укладываются в траншею c водой укладочной колонной, либо протаскиваются по каналу при помощи лебёдок.
- Плавающий переход трубопровода через озеро. Трубопровод на понтонах.
- Плавающий переход трубопровода через реку. Трубопровод внутри пластиковых колец.

## Расчёт и конструирование
Надземные трубопроводы имеют две разновидности расчётных схем: разрезная и неразрезная. Разрезная схема состоит из отдельных участков, связанных между собой компенсаторами.
Участки могут быть:
- прямолинейными (протяжёнными);
- криволинейными;
- ступенчатыми.

Криволинейные участки имеют отводы, развилки и места примыкания к различным сооружениям. В пределах каждого прямолинейного участка трубопровод опирается на две анкерные и ряд промежуточных опор. При необходимости изменения толщины стенки трубопровода по его длине наружный диаметр трубопровода должен оставаться постоянным.

### Кольца жёсткости
Кольца жёсткости могут иметь различные формы поперечного сечения:
- уголковое;
- тавровое;
- двутавровое.

Рёбра жёсткости в виде неравнополочных уголков, приваренных к трубе «пером» широкой полки, а также в виде сварных или прокатных тавров, приваренных к трубе стенкой предпочтительней других видов колец, так как при одинаковой с ними жёсткости идёт меньший расход стали.

## Опоры
По характеру работы опоры бывают:
- неподвижные — обеспечивают несмещаемость трубопровода на опоре;
- продольно- и свободноподвижные — не препятствуют перемещениям трубопровода вдоль продольной оси либо в любом из направлений в плоскости опорной поверхности.

Высота опор трубопроводов над землёй зависит от пересекаемого рельефа, обычно не превышает 0,9-1,5 м; на сложном рельефе, например при пересечении мелких рек или оврагов, может достигать 4-5 м.
Опоры трубопроводов могут быть в виде рам или стоек на свайных или плитных фундаментах. Для опор трубопроводов диаметром до 500 мм применяются шпальные клетки, A-образные качающиеся опоры, призмы (насыпи) из крупнозернистого песка или гравия. Сваи для опор выполняются стальные, железобетонные, деревянные; плитные фундаменты — железобетонные; на многолетнемёрзлых грунтах в качестве опор могут применяться термосваи.
Анкерные опоры устанавливают в местах изменения оси трубопровода (оси трассы), а также на прямолинейных участках, превышающих предельную длину участка трубопровода между компенсаторами, на котором трубопровод имеет продольную подвижность. Длина этого участка зависит от:
- температурного перепада;
- площади поперечного сечения трубы;
- величины продольных сил;
- давления транспортируемого продукта (жидкости или газа) при изменении диаметра трубопровода;
- давления на торец компенсатора;
- трения в сальниковом компенсаторе при изменении температуры.

Промежуточные опоры надземного компенсатора обеспечивают его осевое (продольное) перемещение.
Опоры в зависимости от диаметра трубопровода бывают:
- скользящие;
- катковые;
- роликовые;
- качающиеся;
- седловидные;
- подвесные (c использованием гибких подвесок и элементов).

Выбор типа опор зависит в основном от диаметра трубопровода. При диаметре до 0,5 м более выгодны седловидные опоры, при диаметре 0,6-1,2 м — скользящие, при диаметре свыше 1,2 м — катковые и качающиеся.
Трубопроводы опирают на промежуточные опоры при помощи жёсткого кольца, приваренного к корпусу трубы. Не допускается расположение опор трубопровода под сварными стыками труб. Сварной стык располагается на расстоянии 1/5 пролёта от опоры и не ближе 1 м от неё.
B конструкциях скользящих опор для снижения сопротивления перемещению трубопроводов применяются специальные антифрикционные материалы с низким коэффициентом трения. Для удобства монтажа и эксплуатации конструкций опор предусматривается возможность использования положения ригелей и опорных частей.

## Упоры и компенсаторы
Компенсаторы в надземных трубопроводах выполняют, как правило, по гибкой схеме с обеспечением продольной и (при специальных условиях, например, при сейсмических воздействиях) угловой подвижности трубопровода при его деформациях. Подвижность в компенсаторе обеспечивается за счёт перемещений гибких из своей плоскости кольцевых полос или путём деформаций набивки сальника.
Надземный трубопровод состоит из прямолинейных и компенсационных участков. Прямолинейные участки укладываются непосредственно или на поверхность грунта, или на небольшую подсыпку грунта толщиной 10-20 см, или на слой геотекстиля, a при необходимости на теплоизоляционный конструктивный слой. При пересечении обводнённых болот и небольших по глубине и протяжённости водоёмов при отсутствии в них течения трубопровод c положительной плавучестью можно укладывать непосредственно на поверхность водоёма. Прямолинейные и компенсационные участки в этом случае находятся на плаву. B ряде случаев прямолинейные участки могут быть уложены на грунт, a компенсаторы могут быть на плаву.
Для организации направленных перемещений, вызванных изменением длины надземного трубопровода, на прямолинейных участках по обе стороны (в плане) от трубы устанавливаются направляющие и ограничивающие упоры из железобетонных свай или других конструкций. B середине прямолинейных участков (между соседними компенсационными участками) устанавливаются неподвижные упоры различных конструкций, ограничивающие перемещения трубопровода. B качестве направляющих и ограничивающих упоров могут быть использованы стенки траншеи, насыпи и другие грунтовые сооружения.

## Водопропускные сооружения
Ha трассе надземного трубопровода предусматривается устройство на пониженных участках водопропускных сооружений, выполняемых из металлических или железобетонных труб либо в виде открытых каналов под трубопроводом. Водопропускные сооружения могут совмещаться c надземными компенсационными участками.

## Технологии в строительстве
B надземных системах следует учитывать действия ветрового потока. Для предотвращения колебаний устанавливаются динамические гасители колебаний, гасители колебаний типа рассекателей ветрового потока, демпферы, в которых для рассеяния энергии колебаний используются трущиеся подпружиненные друг к другу поверхности (телескопически смещающиеся трубы). Динамические гасители и рассекатели устанавливаются на трубопроводах, высоко расположенных над поверхностью земли. Ha низко расположенных трубопроводах чаще используются устройства предотвращения колебаний в виде демпферов трения, которые размещают либо в пролётах трубопровода, либо на опорах. Ha магистральных надземных трубопроводах, пересекающих большие территории, устанавливают надземные переходы трубопроводные.

## Контроль состояния и предотвращение аварийности
Мониторинг по состоянию трубопроводов проводится инфразвуковым и ультразвуковым методами, они позволяют отслеживать коррозию, различные повреждения, дефекты и деформации труб.
В 2019 году российские учёные из Института нефтегазовой геологии и геофизики (ИНГГ) Сибирского отделения РАН разработали технологию, которая позволяет с помощью акустических шумов определять состояние опор трубопроводов. Этот метод подходит и для оценки надёжности опор мостов и строительных балок. Изучение акустических шумов, снимаемых со стенок трубопровода, позволяет отслеживать возможное ослабление опорных конструкций, по которым проложен трубопровод, и своевременно предотвращать возможные аварии. Метод, разработанный российскими учёными, позволяет определить снижение устойчивости опор на самой ранней стадии. Метод основан на измерении акустических характеристик в пролётах труб с помощью вертикального геофона и одноканальных цифровых регистраторов. Методика анализа проста, дёшева и не требует существенных затрат вычислительных мощностей.